# Zloupotreba GSM telekomunikacija
Zloupotreba  telekomunikacija je ometanje radio talasa na kojima radi GSM mreža, prisluškivanje, prikupljanje osetljivih podataka iz mobilnog telefona, intelektualna krađa, i drugi oblici prevara.
Legalnost ovih radnji je opravdana jedino u slučaju nacionalne bezbednosti i ako su ugroženi ljudski životi, a i tada je potreban nalog Javnog tužioca.

## Sigurnosni problemi u mobilnim mrežama
standard je dizajniran da bude siguran mobilni telefonski sistem sa jakom pretplatničkom autentifikacijom i vazdušnim prenosоm uz jaku enkripciju. Bezbednosni model i algoritmi su razvijeni u tajnosti, a nikada nisu objavljeni. Na kraju su neki od algoritama i specifikacije procurili u javnost. Algoritmi su proučavani od nastanka njihove primene i neke kritične greške su pronađene.
Tako, nakon bližеg pogledа na GSM standard, može se videti da bezbednost uopšte nije zadovoljavajuća. Napadač može da ide kroz bezbednosni model ili čak oko njega, i da napada druge delove u GSM mreži.
U mobilnim mrežama sigurnosni problemi su vezani za zaštitu razgovora, pozivnih podataka i sprečavanje prevara putem mobilnih telefona. Takođe, sigurnosni problemi su i tzv. „kloniranje mobilnih uređaja“, odnosno krađa identiteta i lažno predstavljanje. Postupak kojim mobilni uređaj registruje svoju poziciju u mobilnoj mreži, ranjiv je na presretanje. U slučaju da napadač presretne i sazna poziciju mobilnog uređaja, saznao je i korisnikovu poziciju čiju promenu može iskoristiti kada mobilni uređaj nije u upotrebi.

## ibezbednosna arhitektura
Srž GPRS mreže je integralni deo GSM mrežе, raspoređen u osnovnoj GSM mreži, sa dodatnim servisima koji zadovoljavaju razmenu paketa.GPRS takođe koristi neke od postojećih GSM mrežnih elemenata, a neki od njih uključuju postojeću baznu stanicu sa njenim podsistemima tzv.
- Mobilne svičing centre (MSC),
- autentikacijske servere (AuC) i
- kućne lokacijske registre (HLR).

Neki od dodatnih elementa GPRS mreži na postojeće GSM mreže uključuju: GPRS Support Nodes (GSN), GPRSTunneling Protocol (GTP), Pristupne tačke (eng. Access Points) i (paketni protokol) PDP kontekst.

## Sigurnosne pretnje umrežama
Sigurnost GSM/GPRS mreža je umerenog nivoa. Pre pojave GPRS i UMTS protokola, GSM mreže su korisnicima pružale dovoljnu sigurnosnu zaštitu. Pojavom GPRS i UMTS tehnologija koje su se ili nadograđivale ili su osmišljene tako da budu kompatibilne sa GSM sistemom, povećale su se brzine prenosa i kapacitet komunikacijskih kanala. Takođe, povećao se broj usluga koji se nudi korisnicima, kao što je prenos multimedijalnog sadržaja. Pri nadogradnji GSM sistema na tehnologije treće generacije ispravljeni su neki sigurnosni propusti GSM mreža, kao što su postojanje pretnje napada upotrebom lažne bazne stanice i nezaštićeni prenos kriptografskih ključeva i autentikacijskih podataka u samoj mreži. Uprkos rešavanju nekih sigurnosnih problema, sigurnosne pretnje još uvek postoje i napadači stalno smišljaju nove načine napada.
Uspešni napadi na mobilnu mrežu uključuju
- prisluškivanje i/ili
- lažno predstavljanje,
- oponašanje mreže,
- preuzimanje kontrole nad delom sistema, ugroženim mrežnim čvorom ili vezom i izmena,
- brisanje ili slanje lažnih signala te
- krađa korisničkih podataka.

Uspešan napad podrazumeva da napadač poseduje posebno prilagođen mobilni uređaj i/ili baznu stanicu (odašiljač).
Napadač može izvesti napad uskraćivanja usluga slanjem posebno oblikovanih zahteva za odjavom ili obnovom položaja mobilnog uređaja iz područja u kojem se korisnik ne nalazi. Ukoliko izvodi napad s čovekom u sredini, napadač se upotrebom prilagođenog mobilnog uređaja ili bazne stanice ubaci između mreže i korisnika. Mobilni korisnici se identifikuju upotrebom privremenih identiteta, no postoje slučajevi kada mreža traži korisnika da pošalje svoj pravi identitet u obliku jasnog teksta. Napadi koje napadač može izvesti u ovoj situaciji su:
- pasivna krađa identiteta – napadač ima prilagođeni mobilni uređaj i pasivno čeka pojavu nove registracije ili rušenje baze podataka jer se u tim slučajevima od korisnika traži da pošalje svoje podatke u čistom tekstu.
- aktivna krađa identiteta – napadač ima prilagođenu temeljnu stanicu stoga podstiče korisnika da se priključi na njegovu stanicu. Zatim ga traži da mu pošalje IMSI.

Napadač se može maskirati i pretvarati da je prava mobilna mreža. To može učiniti na sledeće načine:
- Ukidanjem enkripcije između korisnika i napadača – napadač s prilagođenom baznom stanicom podstiče korisnika na prijavu na njegovu lažnu stanicu i kada korisnik koristi usluge stanice, opcija kriptovanja nije uključena.
- Ukidanjem enkripcije između korisnika i prave mreže – u ovom slučaju tokom uspostave poziva mogućnosti kriptovanja mobilnog uređaja su promenjene i mreži se čini kao da postoji razlika između algoritma kriptovanja i autentikacije. Nakon toga mreža može odlučiti uspostaviti nekriptovanu vezu. Napadač prekida vezu i lažno se predstavlja mreži kao korisnik.

Napadač može izvesti napad lažno se predstavljajući kao običan korisnik:
- Upotrebom ugroženog autentikacijskog vektora – napadač s prilagođenim mobilnim uređajem i ugroženim autentikacijskim vektorom oponaša korisnika prema mreži i ostalim korisnicima.
- Prisluškivanjem postupka autentikacije – napadač s prilagođenim mobilnim uređajem koristi podatke koje je dobio prisluškivanjem.
- Otimanjem odlaznih poziva u mrežama s isključenom enkripcijom.
- Otimanjem dolaznih poziva kod kojih je isključena enkripcija.

Krađom mobilnog uređaja na kojem nije postavljen mehanizam zaključavanja, kao što je zaštita lozinkom, neovlašćeni korisnik može takvim mobilnim uređajem zatražiti usluge na GPRS mreži pretvarajući se da je izvorni korisnik. Pretplatnici koriste GPRS usluge uz pretpostavku da se podaci šalju sa i prema njihovom mobilnom uređaju zaštićeni te da je ostvarena poverljivost podataka. Zbog toga je osiguravanje poverljivosti odgovornost operatera. GPRS standardi nude algoritme za stvaranje jedinstvenih sesijskih kriptografskih ključeva u svrhu izmene i sakrivanja poretka paketa podataka koji se šalju radio putovima između mobilnog uređaja i SGSN-a (eng. Serving GPRS Support Node). Svaki put kada se autorizovani GPRS mobilni uređaj registruje na mrežu, uspostavlja se jedinstveni sesijski ključ koji se koristi za kriptovanje svih podataka koji se prenose između mobilnog uređaja i SGSN-a.
U početku su se elementi GSM-a koristili isključivo za bežični prenos glasovnih poruka, ali uvođenjem usluga razmene neglasovnih podataka, kao što je pristup Internetu, komponente su izmenjene tako da podržavaju i takve usluge. Nadogradnja dostupnih usluga povećala je broj vrsta usluga na mobilnoj mreži. Samim time, povećao se rizik od zloupotrebe. Ukoliko napadač neovlašćeno pristupi elementima GSM/GPRS mreže, može umetnuti nevažeće i izmišljene pretplatnike u HLR-u (eng. Home Location Register) i/ili VLR (eng. Visitor Location Register) ili izvesti napad uskraćivanja usluga (eng. Denial of Service). Prema tome, osiguravanje fizičkih položaja elemenata GSM/GPRS mreže je takođe važno. Jednako je važno znati ko sve ima pristup spomenutim elementima mreže. Pristupni popisi i zapisi se trebaju proveravati, potrebno je postaviti i video nadzor i proveriti prošlost zaposlenih koji rade za mobilne operatere.
Tipovi informacija koje se trebaju zaštititi na GSM/GPRS mreži uključuju sledeće:
- Korisnički podaci – glasovni podaci ili informacije poslate ili primljene preko  mreže.
- Naplaćivanje informacija – informacije koje prikupe SGSN i GGSN koriste se za naplaćivanje usluga.
- Informacije o pretplatniku – sačuvane su u mobilnom uređaju kao i u HLR-u i VLR-u.
- Tehničke informacije o GSM/GPRS mreži – opisuju arhitekturu i konfiguraciju mreže.

Operateri mobilnih usluga su odgovorni za postavljanje sigurnosti na svojoj GSM/GPRS mreži. Neki uređaji koji se koriste u mreži već imaju u sebi sigurnosne funkcionalnosti, kao što su kriptovanje podataka i autentifikacija korisnika. Uz to, pružalac usluga može dodati funkcionalnosti koje poboljšavaju sigurnost mreža. Neke od njih su zaštitni zidovi (eng. firewall) i VPN veze preko  mreže.
Standardne sigurnosne usluge koje nude GSM/GPRS mreže su:
- anonimnost
- autentikacija
- zaštita slanja signala
- zaštita korisničkih podataka

GSM/GPRS mreže koriste TBMI (eng. Temporary Mobile Subscriber Identities) funkcionalnost kako bi osigurali da identitet pretplatnika ostane zaštićen na mobilnoj mreži. Identitet pretplatnika se utvrđuje u kratkom vremenskom razmaku kada se mobilni uređaj priključuje na mrežu. Kada mobilni uređaj uspostavi vezu s mrežom, mora pružiti svoj IMSI (eng. International Mobile Subscriber Identity). IMSI sadrži lični broj pretplatnika, njegovo ime i mrežu te kod države u kojoj je ugovorio pretplatu. Kada je mreža završila s upotrebom informacija za identifikaciju pretplatnika, mobilnom uređaju se dodeljuje TMBI. Nakon toga se održava anonimnost korisnika. GSM/GPRS mreže koriste mehanizam „izazov-odgovor“ (eng. challenge-response) kako bi osigurali da samo autorizovani korisnici imaju pristup mreži. Za GSM glasovne usluge autentikaciju obavlja MSC (eng. Mobile Switching Center), a za GPRS SGSN. SGSN dodeljuje slučajno odabrane 128 bitne brojeve mobilnom uređaju. Mobilni uređaj upotrebom privatnog autentikacijskog ključa jedinstvenog za svakog pretplatnika(sačuvanom u SIM kartici) i GSM autentikacijskog algoritma A3 stvara 32 bitni broj kao odgovor 128 bitnom broju kojeg je poslao SGSN. SGSN prima odgovor na izazov i obavlja isti računski postupak kao i mobilni uređaj. Ako su rezultati jednaki, mobilni uređaj se uspešno autentifikovao na GPRS mreži i može koristiti njene usluge. Tokom opisane interakcije pretplatnikov privatni ključ se ne prenosi preko radio talasa (kako bi se zaštitio). Slanje signala i korisničkih podataka preko GPRS-IP potporne mreže i preko radio veze zaštićeno je od presretanja i prisluškivanja kriptografskim algoritmima. SGSN i mobilni uređaj koriste 128 bitni broj korišćen u procesu autentikacije i privatni ključ pretplatnika (takođe sačuvan u HLR-u) te u kombinaciji sa algoritmom za stvaranje ključeva A8 stvaraju kriptografski ključ. Podaci koji se prenose između mobilnog uređaja i GPRS mreže se mogu kriptiovati upotrebom algoritma GPRS-A5 (prilagođene inače A5 algoritma koji se koristi za kriptovanje glasovne komunikacije preko GSM mreža).

### Problemi sa A3/A8 autentikacijom
A3/A8 je termin koji se koristi da opiše mehanizam koji se da autentifikuje uređaj na mobilnoj telefonskoj mreži. A3 i A8 zapravo nisu algoritmi šifrovanja. U A3 /A8 najčešće se koristi algoritam COMP128.COMP128 je razbijen od strane Vagnera i Goldberga za manje od dana. To izaziva zabrinutost imajući u vidu GPRS kao bezbedni komunikacijski mehanizam. Nakon pucanja COMP128 Vagner i Goldberg su nastavili dalje kako bi dokazali da je moguće dobiti i Ki vrednosti, tako otvarajući mogućnost za kloniranje SIM kartice. Nedugo zatim su se pojavili COMP128-2 i COMP128-3 zbog kloniranja, ali većina SIM kartica još uvek koristi COMP128. Ove bezbednosne pretnje ilustruju neke od bezbednosnih pitanja koje mora da se isprave, ako se želi da GPRS bude medijum za bezbedno mobilno poslovanje i komunikaciju.

### Problemi sa A5 algoritmom
A5 algoritam se koristi da se spreči prisluškivanje sa strane šifrovanjem komunikacija između mobilnih stanica (telefon) i BSS (eng. Base Station Subsystem). Kc se dobija kada se Ki i RAND vrednost unosu u A5 algoritam. Ova vrednost Kc je tajni ključ koji se koristi sa A5 algoritmom za šifrovanje između mobilne stanice i BSS.
Postoje najmanje tri vrste A5 algoritama. Ovde su uključeni A5/1 koji se najčešće koristi u zapadnim zemljama. A5/1 se smatra jakom enkripcijom, ali je bilo obrnutog inžinjeringa od 1998.godine, pa stoga nije siguran. A5/2 je provaljen od Vagnera i Goldberga. Metodologija koja se koristila zahtevala je 5 CPI (eng. Cycles Per Instruction) praveći da A5/2 postane skoro beskoristan. Konačno A5/0 je oblik koji A5 ne šifruje podatke. Svi ovi problemi sa A5 algoritmima za šifrovanje dokazuju da je prisluškivanje između mobilne stanice i BSS još uvek moguće, ostavljajući dovoljno prstora da GPRS preko GSM jezgra bude veoma nesiguran medijum komunikacije.

### Napad navrednosti
Kada AuC(eng. Authentication centre) pokuša da autentifikuje SIM karticu, RAND vrednost poslata na SIM karticu može se menjati od strane uljeza i time onemogućiti autentifikaciju. Ovo može da prouzrokuje „denial of service“ napade, poznatije pod skracenicom DoS.

## Sigurnost mobilnog bankarstva

### SMS bankarske usluge u Srbiji
Naprednije banke u Srbiji koriste Wireless Internet Gateway (WIG) za mobilno bankarstvo. Narodna Banka Srbije (NBS) koristi Unstructured Supplementary Services Data (USSD) sa SMS podrškom. Narodna banka Srbije zahteva da prvo korisnik pošalje USSD zahtev uključujući svoj PIN bankovnog servera. Zatim, server uzvraća porukom korisniku da je spreman da prihvati „bankarsku“ SMS poruku. Ovaj pristup nije bezbedan jer svaki korisnikov detalj rezultuje u čistom tekstu. Mobilni operater ima pun uvid u detalje bankovnog računa korisnika.

#### Sigurnosni problemi sa SMS-om
Prvobitna ideja za korišćenje SMS je bila namenjena pretplatnicima da šalju podatke koji nisu poverljivi preko GSM infrastrukture. Uzajamna autentifikacija, šifrovanje teksta,“ s kraja na kraj bezbednost“, su izostavljeni prilikom projektovanja GSM arhitekture.

#### Falsifikovanje adrese incijatora
SMS spufing (eng.spoofing) je napad koji podrazumeva treće lice koje šalje poruke, predstavljajući se kao legitimni pošiljalac. Moguće je menjati polja adresa inicijatora u zaglavlju SMS na drugi alfa-numerički string. On krije originalnog pošiljaoca adresa i pošiljalac može da obavlja maskirane napade.

#### SMS Kodiranje
Podrazumevani format podataka za SMS poruke je čist tekst (eng. plaintext).Jedina enkripcija koja je uključena tokom prenosa je šifrovanje između bazne stanice i primopredajnika mobilne stanice. „S kraja na kraj“ enkripcija trenutno nije dostupna. Algoritam za šifrovanje koji se koristi je A5 koji je dokazano ranjiv.

### Bezbednosni problemi sa GPRS-om

#### Bezbednossni problemi sa sadašnjim implementacijama koji upotrebljavajusistem
Sadašnje mobilne bankarske implementacije koje koriste WAP pokazale su se kao veoma sigurne, ali postoje neke rupe što može dovesti do nebezbednih komunikacija.
Neke od ovih rupa su:
- Nema „s kraja na kraj“ enkripcije između klijenta i banke servera. Zato je „s kraja na kraj“ enkripcija za šifrovanje između klijenta i mrežnog prolaza (eng. Gateway) i između mrežnog prolaza i banke servera.

Kako bi se rešio ovaj problem, banka server može imati svoj sopstveni pristup Acess Point Name (APN) u bilo kojoj GPRS mreži. Ovaj APN bi služio kao WAP mrežni prolaz za banku. Zbog toga, klijent bi se povezivao sa bankom direktno, bez trećih učesnika u komunikaciji.
- Veličine kriptovanog ključa koje nude WTLS standardi nisu dovoljno jaki da se danas koriste sa WAP aplikacijama u pogledu bezbednosnih zahteva. S obzirom na nizak nivo procesorske snage od strane mobilnih uređaja, veličine ključa su zabranjene.[6]

#### Bezbednosna pitanja u vezi sa korišćenjem opštih principamreža
Jezgro GPRS mreža je suviše uopšteno, i ne zadovoljava neke bankarske bezbednosne zahteve. Neki od ovih zahteva uključuju:
- Nedostatak vlasnika računa ili bankovnu autentifikaciju. Banka može da pruža jedinstvenu APN za pristup serveru banke, ali bez ovog ili nekog drugog mehanizma za autentifikaciju svako se može predstaviti kao Banka. Sva ova pitanja izazivaju zabrinutost u pogledu posedovanja bankovnih informacija vlasnika računa, i samih informacija banke.
- Pružanje funkcija da bi se izbegla modifikacija podataka i obezbedio integritet podataka za oba vlasnika računa i banke. Metode koje se mogu koristiti za poverljivost podataka između mobilne stanice i servera banke su pokazale da su slabe, i operateru mreže je omogućeno da vidi informacije o detaljima računa korisnika. Ovo otvara pitanja bezbednosti i za banku i za vlasnika računa. Banka ne može da dokaže da vlasnik računa vrši specifične akcije i vlasnik računa ne može da dokaže da banka vrši određenu radnju. GPRS omogućava sesije rukovanja objektima, ali ne rukuje bankarskim posebnim sesijama.To može izazvati nedoslednosti na strani banke i podizanje bezbednosnih pitanja.

## Pravni okvir i zakoni u Srbiji
U borbi protiv zloupotrebe GSM mreža u Republici Srbiji, upotrebljavaju se različiti zakoni (zavisno od prirode kriminaliteta):
- Krivični Zakonik Republike Srbije[7]
- Zakon o telekomunikacijama[8]
- Zakon o zaštiti podataka o ličnosti[9]
- Zakon o organizaciji i nadležnosti državnih organa za borbu protiv visokotehnološkog kriminala[10]

### Najčešći problemi u praksi
- Privatnost i bezbednost informacija

Član 54., Zakona o telekomunikacijama - Javni telekomunikacioni operator dužan je da preduzme odgovarajuće tehničke i organizacione mere kako bi obezbedio poverljivost i bezbednost svojih usluga i zabranjeno mu je da daje informacije o sadržaju, činjenicama i uslovima prenosa poruka, osim minimuma koji je neophodan za nuđenje usluga na tržištu ili u slučajevima predviđenim zakonom.
Član 55., Zakona o telekomunikacijama - Zabranjene su sve aktivnosti ili korišćenje uređaja kojima se ugrožava ili narušava privatnost i poverljivost poruka koje se prenose telekomunikacionim mrežama, osim kada postoji saglasnost korisnika ili ako se ove aktivnosti vrše u skladu sa zakonom ili sudskim nalogom izdatim u skladu sa zakonom.
- Prava korisnika telekomunikacija

Član 92., Zakona o telekomunikacijama - Javni telekomunikacioni operator i korisnik međusobna prava i obaveze regulišu ugovorom, a uslovi pružanja javne telekomunikacione usluge moraju biti unapred poznati i dostupni javnosti.
- Kaznene odredbe

Član 96., Zakona o telekomunikacijama - Novčanom kaznom od 300.000 do 3.000.000 dinara kazniće se za privredni prestup javni telekomunikacioni operator koji je pravno lice, ako ne preduzme odgovarajuće mere radi obezbeđenja poverljivosti i bezbednosti usluga koje pruža, u skladu sa članom 54
Neki od najčešćih problema u praksi su:
- Presretanje negovornih podataka (tekst)

Ĉlan 142., krivičnog Zakona Republike Srbije - Ko neovlašćeno otvori tuđe pismo, telegram ili kakvo drugo zatvoreno pismeno ili pošiljku ili na drugi način povredi njihovu tajnost ili ko neovlašćeno zadrži, prikrije, uništi ili drugom preda tuĎe pismo, telegram ili drugu pošiljku ili ko povredi tajnost elektronske pošte ili drugog sredstva za telekomunikaciju, kazniće se novčanom kaznom ili zatvorom do dve godine.
- Presretanje govornih podataka (glas) – prisluškivanje

Ĉlan 143., krivičnog Zakona Republike Srbije - Ko posebnim uređajima neovlašćeno prisluškuje ili snima razgovor, izjavu ili kakvo saopštenje koji mu nisu namenjeni, kazniće se novčanom kaznom ili zatvorom od tri meseca do tri godine.
- Mobilno "pecanje“ (engl. phishing) sa namerom prevare

Prevara
Član 208.,krivičnog Zakona Republike Srbije - Ko u nameri da sebi ili drugom pribavi protivpravnu imovinsku korist dovede koga lažnim prikazivanjem ili prikrivanjem činjenica u zabludu ili ga održava u zabludi i time ga navede da ovaj na štetu svoje ili tuđe imovine nešto učini ili ne učini, kazniće se zatvorom od šest meseci do pet godina i novčanom kaznom.
- Neovlašćena modifikacija GSM mreža

Uništenje i oštećenje javnih uređaja
Član 279.,krivičnog Zakona Republike Srbije - Ko uništi, ošteti, izmeni, učini neupotrebljivim ili ukloni javni uređaj za vodu, toplotu, gas, električnu ili drugu energiju ili uređaje sistema veza i na taj način prouzrokuje poremećaj u životu građana ili u funkcionisanju privrede, kazniće se zatvorom od tri meseca do pet godina.
Određivanjem institucija i mehanizama države koji će reagovati na krivična dela ove vrste kriminala, uspostavnjen je u potpunosti uređen način i model institucionalne reakcije društva na ovu vrstu kriminala počev od otkrivanja i gonjenja učinilaca ovih dela, preko optuživanja, procesuiranja i na kraju osuđivanja onih učinilaca kojima je u sudskom postupku utvrđena krivica.

### Organi uprave
Za suzbijanje ove vrste kriminala potrebna je jaka zakonska regulativa. Organi Republike Srbije za borbu protiv zloupotrebe GSM mreža su:
- Posebno tužilaštvo, odnosno Posebno odeljenje za borbu protiv visokotehnološkog kriminala (što je pun zakonski naziv Posebnog tužilaštva) koje je u organizacionom i funkcionalnom smislu deo Okružnog javnog tužilaštva u Beogradu.
- Služba za borbu protiv visokotehnološkog kriminala (deo MUP-a), koja bi prema Zakonu trebalo da u saradnji sa Posebnim tužilaštvom radila na planu obezbeđivanja relevantnih dokaza za dela nelegalnih aktivnosti u GSM mreži.
- Veće Okružnog suda za borbu protiv visokotehnološkog kriminala Okružnog suda u Beogradu.
- Privredni sud u Beogradu

Takođe, jako je bitna međusobna saradnja sa drugim linijama rada kriminalističke policije, kao i sa drugim službama u zemnji i inostranstvu kao što su: Bezbednosno informativna agencija, Interpol, Evropol, Ef-Bi-Aj (eng. FBI) i dr.

## Zaključak
Jedan od ključnih faktora za uspeh mobilne tehnologije je mogućnost pružanja poboljšane funkcionalnosti koja se može uporediti sa fiksnim mrežama. Uz to, razvijene su napredne i dalekosežne mreže koje omogućuju korisnicima laku dostupnost podataka, brze i efikasne komunikacije i jednostavan pristup Internetu. Standardi koji korisnicima omogućuju spomenute usluge su GSM, GPRS, UMTS. Naravno, još uvek postoji mesta za razvoj i kako raste potražnja za količinom informacija i njihovom besprekornim kvalitetom, tako će napredovati i mobilna tehnologija. 4G tehnologije su prisutne već nekoliko godina i uskoro će ih zameniti 5G tehnologije. Usluge 3G mreža nude poboljšanu funkcionalnost mobilnih uređaja i neometan tok podataka. Takve su usluge svakodnevica i moguće je reći sa sigurnošću da će pružioci usluga nadograditi postojeće strukture tako da podržavaju nove tehnologije. U tom postupku potrebno je paziti na pojavu sigurnosnih nedostataka koji su vezani upravo uz nadogradnju usluga. Postojeća zaštita je dovoljno dobra za stare tehnologije, pa je s nadogradnjom sistema potrebno nadograditi i obnoviti zaštitu mobilnih sistema. Jednake sigurnosne pretnje koje postoje u fiksnim mrežama, postoje i u bežičnim. Pružitelji usluga moraju prilagoditi sigurnosne mere razvoju tehnologije i sprečiti napadače od ugrožavanja dostupnosti mreže, besprekornosti podataka i poverljivosti informacija. Standardi za 2G i 3G tehnologije sadrže mehanizme za autentikaciju i enkripciju, međutim nije dovoljno oslanjati se isključivo na te sigurnosne standarde. Iako sigurnost 3G mreža označava veliki korak napred u odnosu na prošle generacije, još uvek postoje sigurnosni propusti koje treba rešiti u budućnosti. Mobilni uređaji i mreže su se ponudom usluga približili funkcionalnostima računara. Korisnici svih mobilnih uređaja, a pogotovo treće i četvrte generacije, trebaju biti svesni sigurnosnih pretnji koje se javljaju upotrebom mobilnih tehnologija i primeniti mere zaštite.

## Literatura
- -{Asha K. Mehrotra, GSM System Engineering. 1997.  978-0890068601.
- , 2003(1):10 12, 2003
- . Dostupno na: http://www.hackcanada.com/blackcrawl/cell/gsm/gsmsecur/gsm-secur.html%5B%5D (1999); pristupljeno dana 27. oktobra 2006.
- ,dostupno na: http://www.isaac.cs.berkeley.edu/isaac/gsm.html (1998); pristupljeno dana 28 oktobra 2006.
- -2001Wagner, D., "GSM Cloning", dostupno na : http://www.wapforum.org Архивирано на веб-сајту  (10. јун 2006), 2001.
- , 2000
- 2003.
- Krivični Zakonik Republike Srbije, "Sl. glasnik RS", br. 85/2005, 88/2005 - ispr., 107/2005 - ispr., 72/2009 i 111/2009
- Zakon o telekomunikacijama, "Sl. glasnik RS", br. 44/2003, 36/2006, 50/2009 - odluka US i 44/2010 - dr. zakon

## Spoljašnje veze
- Posebno tužilaštvo za visokotehnološki kriminal
- Poverenik za informacije od javnog značaja i zaštitu podataka o ličnosti
- Krivični Zakonik Republike Srbije
- Zakon o telekomunikacijama